# Emily in Paris
Emily in Paris, ou Emily à Paris au Québec, est une série télévisée américaine créée par Darren Star et diffusée depuis le 2 octobre 2020 sur le service Netflix partout dans le monde.

## Synopsis
Emily Jane Cooper, une Américaine originaire de Chicago, accepte de déménager en France, et plus précisément à Paris, pour saisir une opportunité professionnelle. En effet, la société de marketing où elle travaille vient de faire l'acquisition de Savoir, une autre société spécialisée dans le marketing basée en France. L'agence d'Emily souhaite y apporter un point de vue américain pour moderniser son image.
S'adapter à la vie parisienne ne va pas être facile pour Emily qui va vivre un véritable choc culturel tout en jonglant entre sa nouvelle carrière, ses nouveaux amis et sa vie amoureuse. Elle va devoir s'adapter aux mœurs françaises, aux nombreux prétendants et aux clichés qui s'ensuivent.

## Distribution

### Personnages principaux
- Lily Collins (VF : Émilie Rault) : Emily Cooper
- Philippine Leroy-Beaulieu (VF : elle-même) : Sylvie Grateau
- Ashley Park (VF : Anaïs Delva) : Mindy Chen
- Lucas Bravo (VF : lui-même [1re voix, saisons 1, 3 et 4] et Jim Redler [2e voix, saison 2]) : Gabriel
- Samuel Arnold (VF : lui-même) : Julien Zimmer
- Bruno Gouery (VF : lui-même) : Luc
- Camille Razat (VF : elle-même) : Camille Lalisse
- William Abadie (VF : lui-même) : Antoine Lambert (principal saison 2 - récurrent saison 1 et 4)
- Lucien Laviscount : Alfie (saison 3 - récurrent saisons 2 et 4)

Photos des acteurs principaux
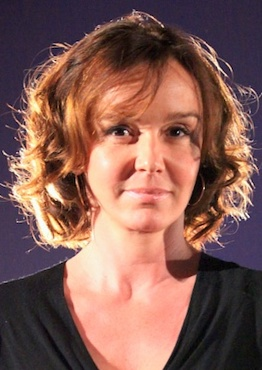
Philippine Leroy-Beaulieu interprète Sylvie.
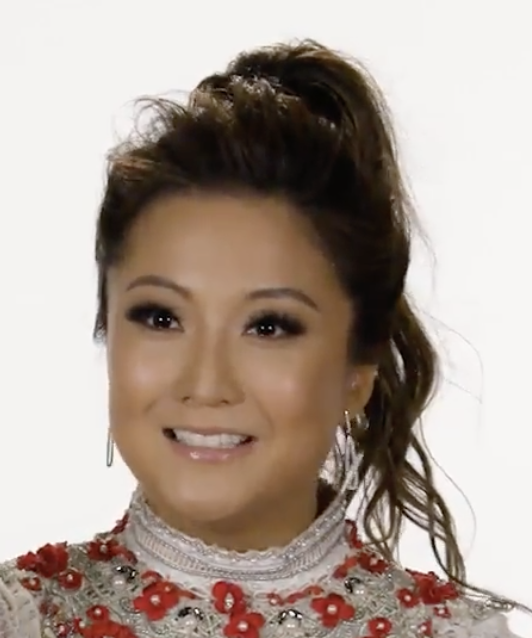
Ashley Park interprète Mindy.
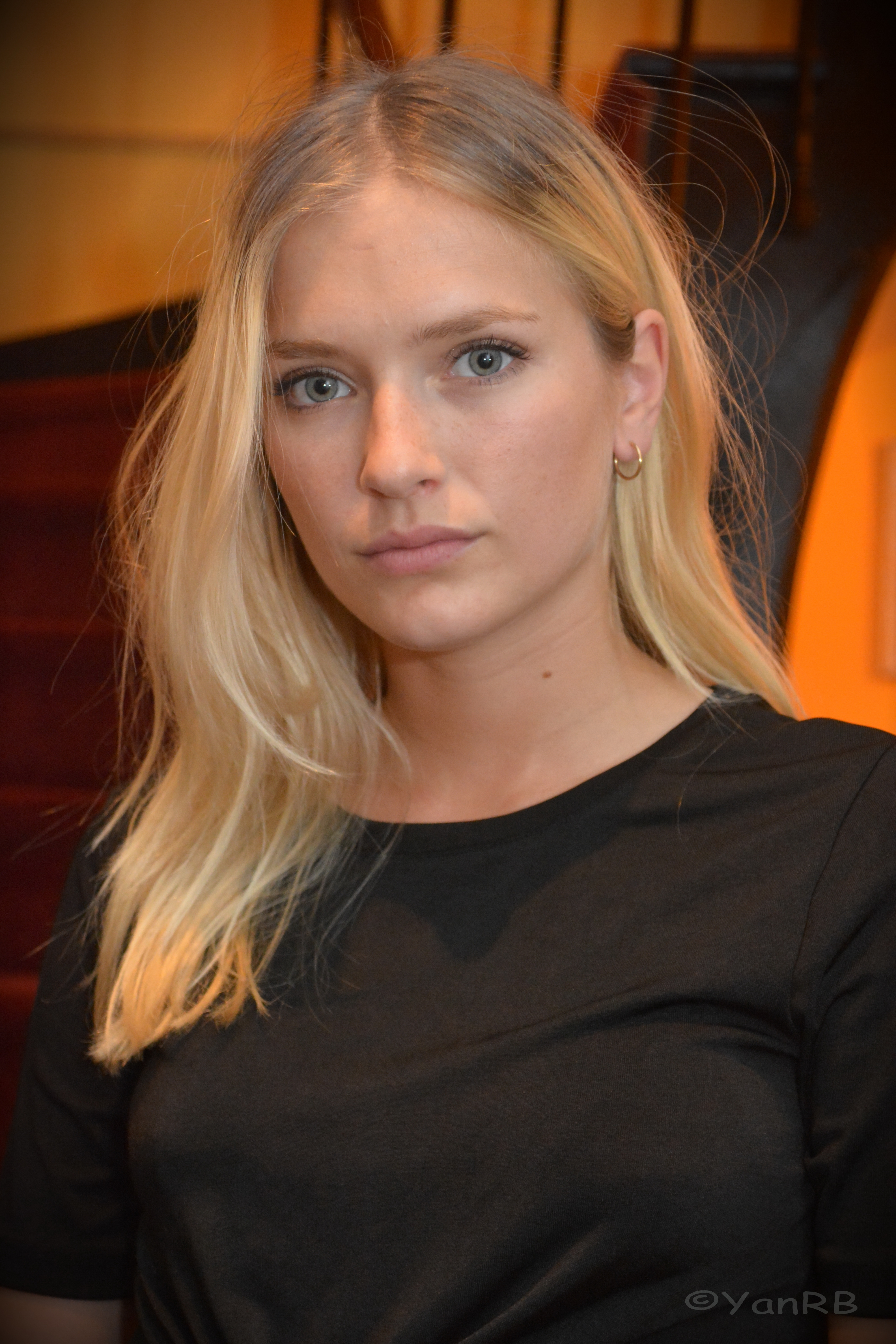
Camille Razat interprète Camille.
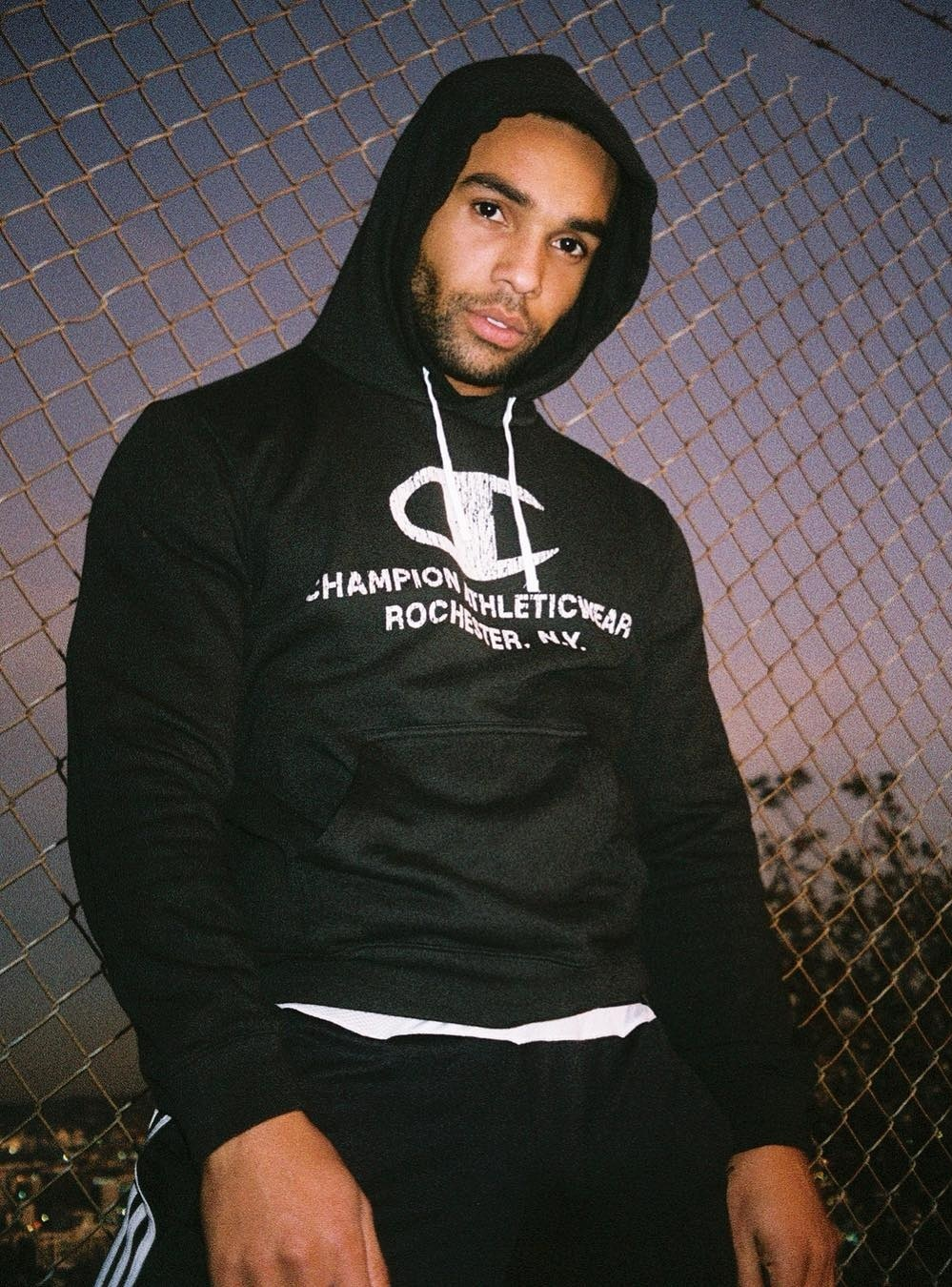
Lucien Laviscount interprète Alfie.

### Personnages récurrents
- Kate Walsh (VF : Sharon Mann) : Madeline Wheeler, patronne d'Emily à Chicago (saisons 1 à 3)
- Jean-Christophe Bouvet (VF : lui-même) : Pierre Cadault, créateur de mode (saisons 1 à 3)
- Charles Martins (VF : lui-même) : Mathieu Cadault (saisons 1 et 2)
- Céline Menville : Jacqueline, professeure de français (saisons 2 et 3 - invitée saison 1)
- Jeremy O. Harris (en) (VF : Jean-Baptiste Anoumon) : Grégory Elliot Duprée, créateur et rival de Pierre (saisons 2 et 3, invité saison 4)
- Kevin Dias (VF : lui-même) : Benoît, ex petit ami de Mindy et guitariste de son groupe (depuis la saison 2)
- Jin Xuan Mao (VF : lui-même) : Étienne, membre de groupe de Mindy (depuis la saison 2)
- Arnaud Binard (VF : lui-même) : Laurent Grateau, mari de Sylvie et père de Geneviève (depuis la saison 3, invité saison 2)
- Søren Bregendal (da) (VF : Alexandre Gillet) : Erik DeGroot, amant de Sylvie (saisons 2 et 3)
- Melia Kreiling (VF : Kelly Marot) : Sofia Sideris, petite amie de Camille (saisons 3 et 4)
- Paul Forman (VF : lui-même) : Nicolas de Léon, petit ami de Mindy et gérant de JVMA (depuis la saison 3)
- Eugenio Franceschini (VF : Julien Bouanich) : Marcello Muratori, petit ami d'Emily à Rome et gérant de la Maison Muratori (depuis la saison 4)
- Thalia Besson (VF : elle-même) : Geneviève Grateau, fille de Laurent (depuis la saison 4)

### Personnages invités
- Camille Japy (VF : elle-même) : Louise, la mère de Camille (depuis la saison 1)
- Christophe Guybet (VF : lui-même) : Gérard, le père de Camille (depuis la saison 1)
- Victor Meutelet (VF : lui-même) : Timothée, le frère de Camille (depuis la saison 1)
- Eion Bailey (VF : Douglas Rand) : Randy Zimmer (saison 1)
- Elizabeth Tan (VF : Nadine Girard) : Li, amie de Mindy (saisons 1 et 4)
- Cookie Kunty (VF : elle-même) : elle-même, drag queen reine des abeilles (saison 2, épisode 1)
- Liliane Rovère (VF : elle-même) : Héloïse, la mère de Sylvie (saison 4)
- Brigitte Macron : elle-même (saison 4)
- Debi Mazar (VF : muette): Marlena (saison 4)
- Anna Galiena (VF : elle-même) : Antonia Muratori (saison 4)
- Rupert Everett (VF : Mathieu Buscatto) : Giorgio Barbieri (saison 4)

 Source et légende : version française (VF) sur RS Doublage et le carton de doublage sur Netflix.

## Production

### Développement
En septembre 2018, la chaîne Paramount Network dévoile qu'elle diffusera la nouvelle série de Darren Star, créateur de Sex and the City, qui est en cours de développement sur le réseau câblé de Viacom, et commande une première saison de dix épisodes. Darren Star et le producteur Tony Hernandez de la société Jax Media sont les producteurs délégués du projet.
En juillet 2020, ViacomCBS annonce avoir vendu les droits de diffusion de la série au service Netflix. Le conglomérat sera toujours chargé de la production de la série via sa filiale MTV Entertainment Studios, mais n'en sera plus le diffuseur.
En novembre 2020, Netflix annonce le renouvellement de la série pour une deuxième saison. L'annonce est accompagnée d'une fausse lettre écrite par le personnage de Sylvie Grateau, avec un numéro de téléphone renvoyant vers le répondeur d'Emily, pour lequel Lily Collins a prêté sa voix. Après la diffusion de cette deuxième saison, la série est renouvelée par le service pour deux saisons supplémentaires, commandées en janvier 2022.
En septembre 2024, Netflix annonce avoir commandé une saison 5.

### Distributions des rôles
En avril 2019, Lily Collins rejoint la distribution pour le rôle titre. Elle est suivie en août 2019 par l'actrice et chanteuse Ashley Park, connue pour son rôle dans l'adaptation musicale de Mean Girls, qui signe pour interpréter une amie d'Emily.
En septembre 2019, le reste de la distribution est dévoilé par la chaîne : avec Philippine Leroy-Beaulieu, Lucas Bravo, Samuel Arnold, Camille Razat et Bruno Gouery qui rejoignent la distribution principale et Kate Walsh, William Abadie et Arnaud Viard qui signent pour des rôles récurrents.
En mai 2021, il est annoncé que William Abadie est promu à la distribution principale à partir de la deuxième saison et l'acteur britannique Lucien Laviscount signe pour le rôle d'Alfie, un personnage récurrent.

### Tournage
.

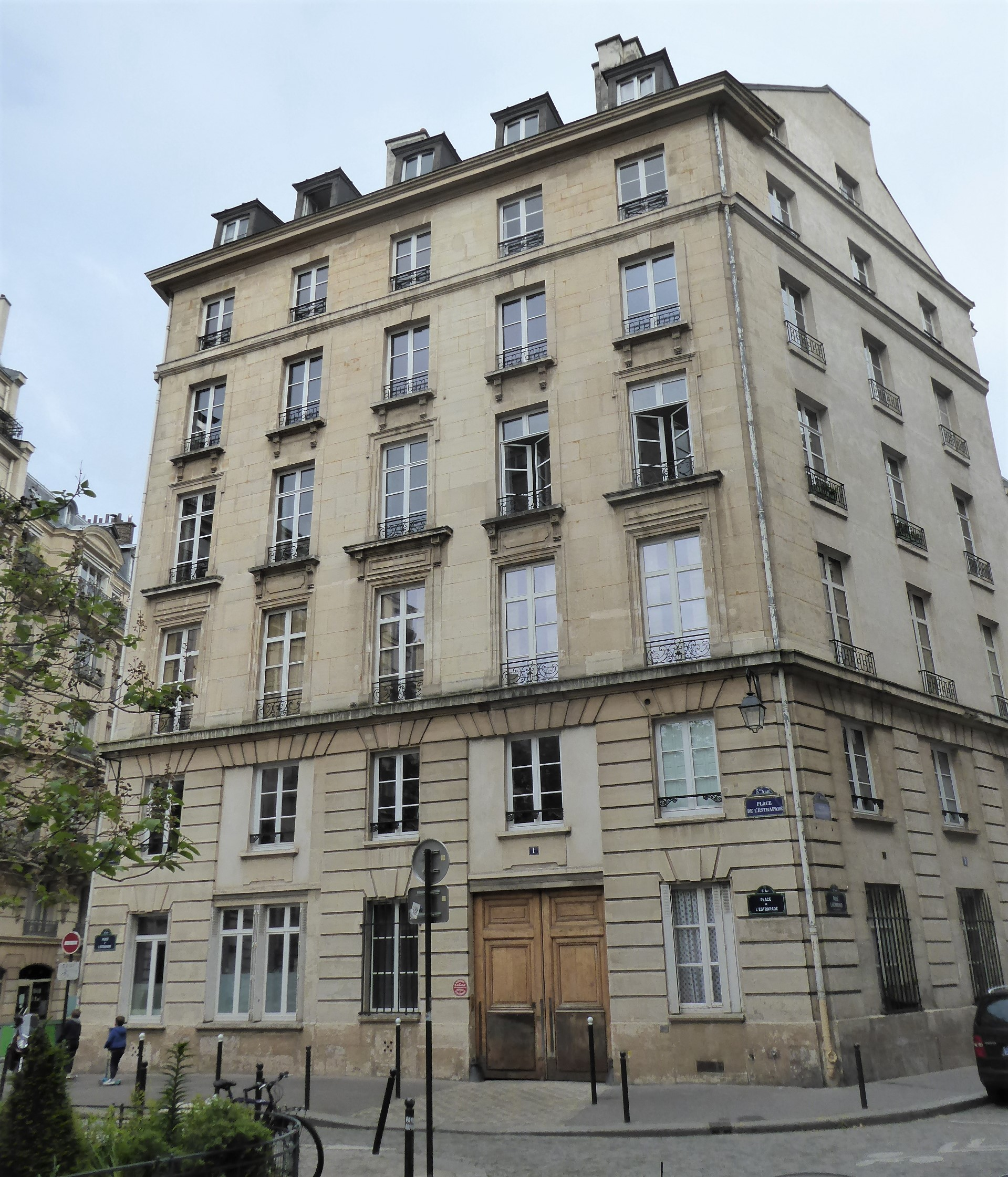
1, place de l'Estrapade, où loge Emily.

Le tournage a lieu en France, dans la ville de Paris, ainsi que dans sa banlieue. Certaines scènes en intérieur sont filmées à la Cité du cinéma à Saint-Denis.

Le tournage de la première saison débute en août 2019, dont un épisode est également tourné en Indre-et-Loire, au château de Sonnay,. Des scènes supplémentaires sont par la suite tournées à Chicago aux États-Unis. Un autre épisode est tourné le 14 août 2019 dans le 1er arrondissement à la Crémerie de Paris Hôtel de Villeroy Bourbon puis sur le Pont des Arts.

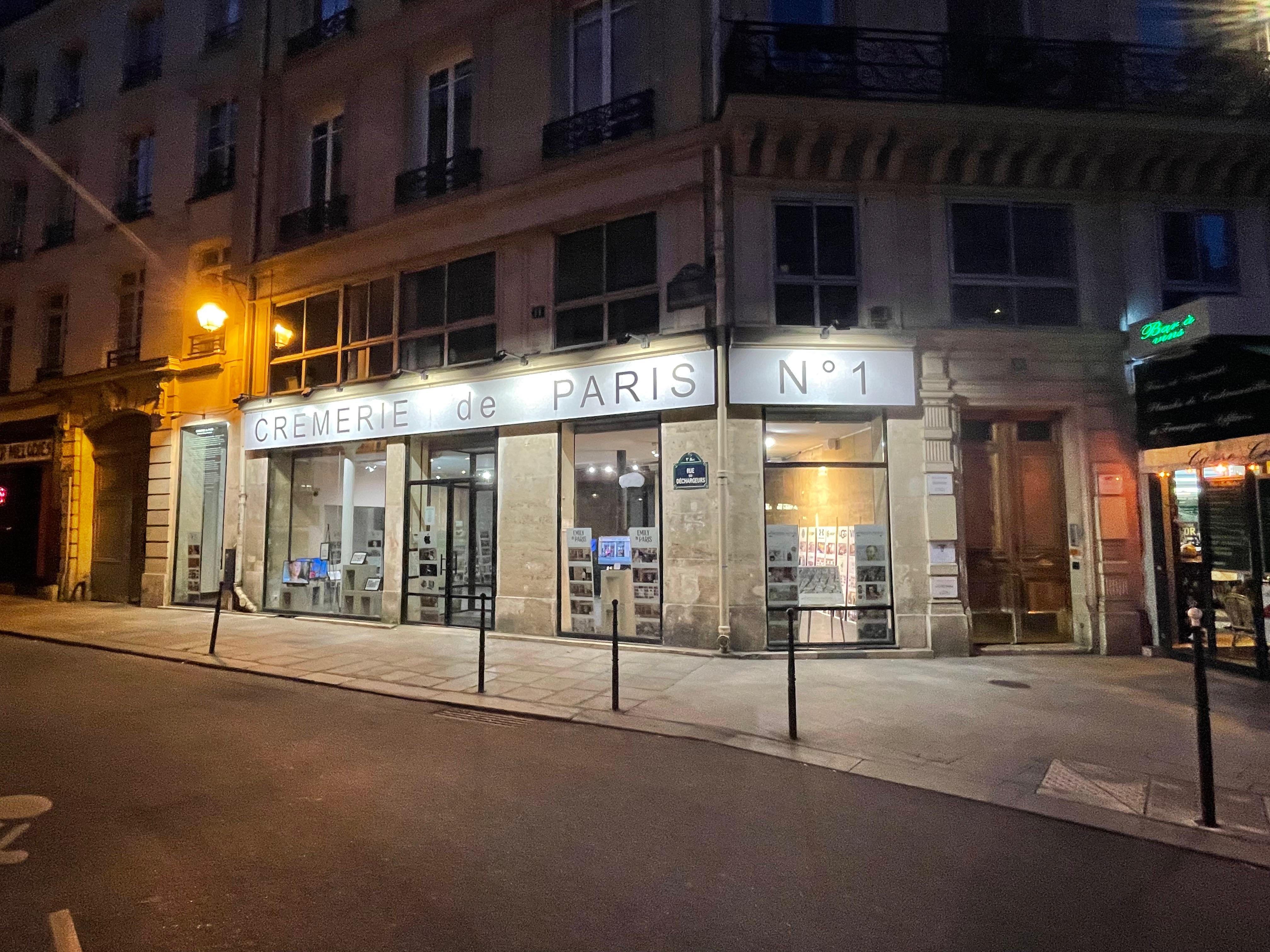
Gym Air Velo. Le lieu de tournage Cremerie de Paris est (entre differents évènements) decorée comme un Musée de son histoire et montre dans ses vitrines un flashback du tournage Emily in Paris.

En juillet 2021, le journal Le Monde se fait l'écho de l'exaspération des riverains face à l'équipe de la série, jugée brutale, arrogante et trop envahissante. Si la série trouve un accueil favorable auprès des commerçants du Ve arrondissement, car indemnisés et valorisés par la visibilité offerte par la série, un habitant du quartier se voit confisquer son téléphone pour avoir pris, de loin, une photo du tournage, un autre se voit vertement reprocher de circuler sur le trottoir quand un troisième se voit répondre « si vous n'êtes pas content, vous n'avez qu'à aller habiter en province » après s'être plaint de l'impossibilité, journalière, de se garer.

### Fiche technique
Sauf indication contraire, les informations mentionnées dans cette section peuvent être confirmées par la base de données cinématographiques IMDb,  présente dans la section « Liens externes ».
- Titre original et français : Emily in Paris
- Titre québécois : Emily à Paris
- Création : Darren Star
- Musique : James Newton Howard et Chris Alan Lee
- Décors : Anne Seibel
- Costumes : Patricia Field, Florence Clamond et Marylin Fitoussi
- Photographie : Steven Fierberg
- Casting : Rebecca Dealy, Jessica Kelly et Juliette Ménager
- Production : Stephen Joel Brown, Shihan Fey, Jake Fuller, Lily Collins et Raphaël Benoliel
- Production déléguée : Andrew Fleming, Tony Hernandez, Lilly Burns et Darren Star
- Sociétés de production : Darren Star Productions, Jax Media et MTV Entertainment Studios
- Sociétés de distribution : Netflix (télévision) / ViacomCBS (globale)
- Pays de production :  États-Unis  France
- Langues originales : anglais et français
- Format : couleur - 16:9 - HDR
- Genre : comédie dramatique et romantique
- Durée : 24-38 minutes
- Date de première diffusion : 2 octobre 2020 sur Netflix

## Épisodes
| Saisons | Saisons | Nombre d'épisodes | Diffusion originale |
| ------- | ------- | ----------------- | ------------------- |
|         | 1       | 10                | 2 octobre 2020      |
|         | 2       | 10                | 22 décembre 2021    |
|         | 3       | 10                | 21 décembre 2022    |
|         | 4       | 10                | 15 août 2024        |
|         | 5       | ?                 | 2026                |

### Première saison (2020)
Composée de dix épisodes, elle a été mise en ligne le 2 octobre 2020.
1. Emily à Paris (Emily in Paris)
2. Masculin Féminin
3. Sexy ou sexiste (Sexy or Sexist)
4. Juste un baiser (A Kiss Is Just A Kiss)
5. Faux amis
6. Ringarde
7. Une fin à la française (French Ending)
8. Affaires de famille (Family Affair)
9. Vente aux enchères américaine à Paris (An American Auction in Paris)
10. Défilé annulé (Cancel Couture)

### Deuxième saison (2021)
Composée de dix épisodes, elle a été mise en ligne le 22 décembre 2021 sur Netflix.
1. Voulez-vous coucher avec moi ?
2. Bienvenue à Saint-Tropez (Do You Know the Way to St. Tropez)
3. Bon anniversaire
4. Jules et Emily (Jules and Em)
5. Un Anglais à Paris (An Englishman in Paris)
6. Le Point d'ébullition (Boiling Point)
7. Le Cuisinier, la voleuse et l'amant (The Cook, the Thief, Her Ghost and His Lover)
8. Champagne et autres problèmes (Champagne Problems)
9. Senteurs et sentiments (Scents and Sensibility)
10. Une révolution française (French Revolution)

### Troisième saison (2022)
Composée de dix épisodes, elle a été mise en ligne le 21 décembre 2022 sur Netflix.
1. J'ai deux amours (I Have Two Loves)
2. Qu'est-ce que ça veut dire? (What's It All About…)
3. Le pigeon de la farce (Coo D'état)
4. Emily part en live (Live From Paris, It's Emily Cooper)
5. La liste (Ooo La La Liste)
6. Ex-en-provence (Ex-en-provence)
7. Comment se faire larguer en beauté (How To Lose A Designer in 10 Days)
8. Fashion victime (Fashion Victim)
9. Il y a de l'amour dans l'air (Love Is in the Air)
10. Oh mon beau château de cartes… (Charade)

### Quatrième saison (2024)
En juin 2023, Netflix annonce que la quatrième saison est repoussée en raison d'un mouvement social au sein de l'entreprise.
La saison 4 est mise en ligne sur Netflix en deux vagues : les épisodes 1 à 5 sortent le 15 août 2024 tandis que les épisodes 6 à 10 sont disponibles le 12 septembre 2024.
1. Balle de break (Break Point)
2. L'amour en fuite (Love on the Run)
3. Au bal masqué (Masquerade)
4. La zone grise (The Grey Area)
5. Trompe-l'œil (Trompe l'oeil)
6. Souvenirs de Noël (Last Christmas)
7. Lost in Translation (Lost in Translation)
8. Et vite se remettre en selle… (Back on the Crazy Horse)
9. Vacances romaines (Roman Holiday)
10. Tous les chemins mènent à Rome (All Roads Lead to Rome)

### Cinquième saison (2026)
La saison 5 de la série télévisée Emily in Paris a été officialisée par Netflix. Le tournage devrait débuter en mai 2025. L'ensemble des personnages principaux de la saison 4 feront leur retour pour cette cinquième saison, y compris le personnage de Gabriel, interprété par Lucas Bravo.

## Univers de la série

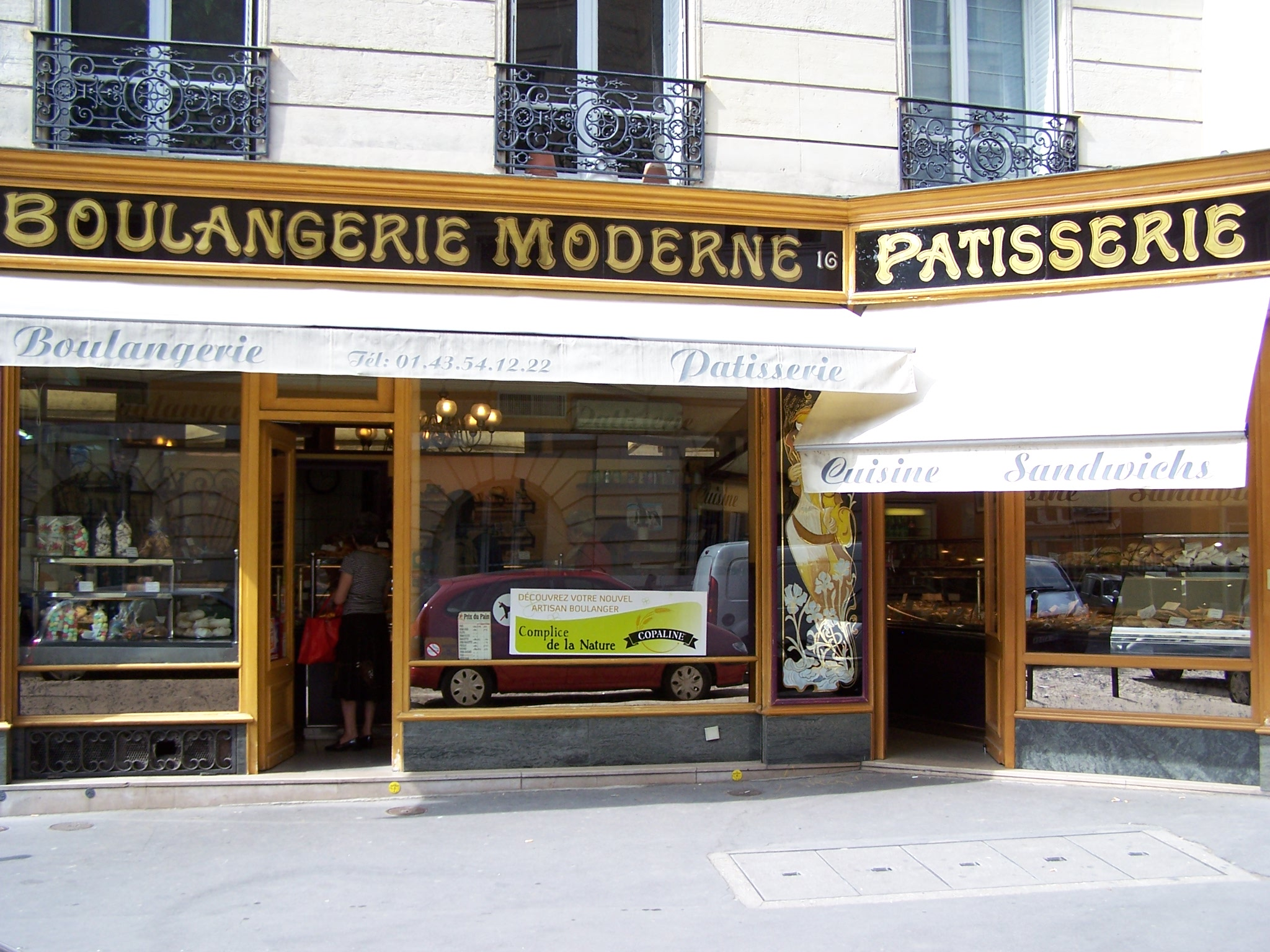
Boulangerie de la rue des Fossés-Saint-Jacques

### Lieux
La plupart des scènes se passent à Savoir, son lieu de travail, place de Valois près du Palais Royal.
Emily habite dans l'immeuble dit « la Maison Moreau » au 1, place de l'Estrapade dans le quartier latin à Paris.
De plus, plusieurs scènes ont lieu dans le restaurant de Gabriel (18, rue des Fossés-Saint-Jacques) voisin de son appartement et attenant à une boulangerie dont la façade est classée aux monuments historiques.
.

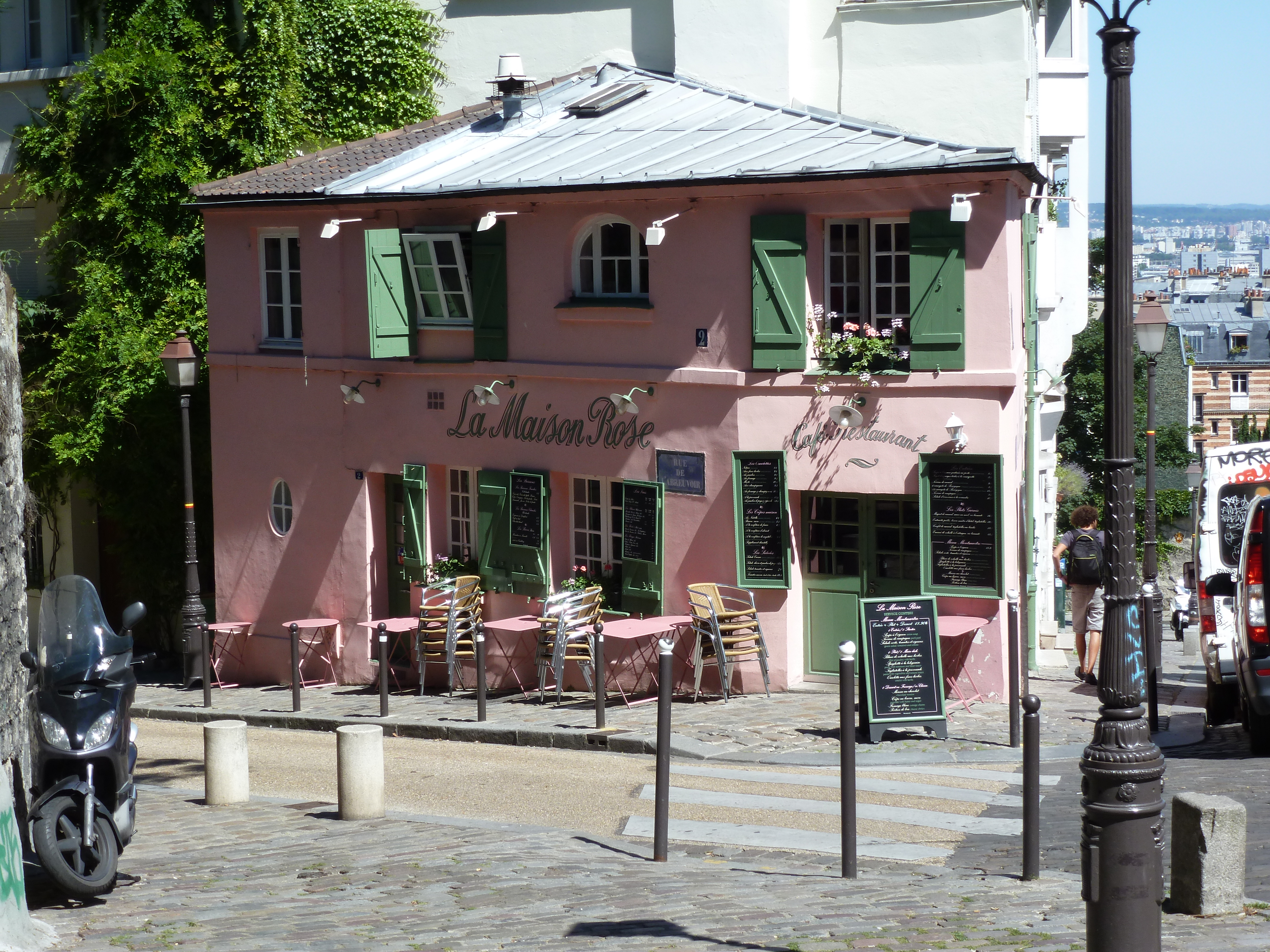
La Maison Rose, fondée par les artistes Germaine et Ramon Pichot à Montmartre.

Les personnages passent plus de temps au travail ou dans des lieux de rencontre liés au travail, comme des cafés (par exemple, l'historique restaurant La Maison Rose à Montmartre fondé au début du XXe siècle par les artistes Germaine et Ramon Pijchot), que dans des moments personnels.

### Personnages
- Emily Cooper : Emily est une femme brillante et assumée. Elle porte fièrement des tenues colorées et dignes de la haute couture. Très bavarde, elle aime partager ses idées avec ses collègues et obtenir la reconnaissance qu'elle mérite.
- Sylvie Grateau : Sylvie est une femme ayant une apparence soignée tout en étant difficile à approcher. Elle est à la tête de Savoir, elle occupe donc le rôle de patronne pour Emily. Elle connait sa valeur et elle est à l'aise dans sa routine et ses habitudes. Sa vie amoureuse est tumultueuse, mais elle ne laisse pas paraître ses émotions profondes avec les autres.
- Mindy Chen : Mindy est la première personne à être devenue amie avec Emily lors de son arrivée en France. Mindy est née en Chine de parents riches. Elle a voulu poursuivre son rêve de vivre à Paris et acquérir un sentiment de liberté.
- Gabriel : Gabriel est un chef de la cuisine française. Il est aussi le voisin d'Emily puisqu'il habite l'appartement situé sous celui d'Emily. Travailleur et séduisant, Gabriel ne laisse pas Emily indifférente.
- Camille : Camille est une belle femme qui se tisse d'amitié facilement avec Emily. Elle vient de Champagne où ses parents possèdent une luxueuse maison ainsi qu'une production de champagne. Elle travaille dans une galerie d'art fréquentée par des personnes connues et renommées.
- Pierre Cadault : caricature d'un couturier français, un peu mégalomane, inspirée d'un mélange de Pierre Cardin et de Karl Lagerfeld[26].

### Mode
Patricia Field, Florence Clamond et Marylin Fitoussi conçoivent les tenues de la série, et plus particulièrement celles de Lily Collins. Pour les costumières, le peu de respect d'Emily Cooper pour « les idées reçues sur le chic parisien », ou « son fantasme du style à la française », mélangeant styles, motifs ou couleurs, devient sources d'influences,,.
Des pièces de plusieurs entreprises françaises sont utilisées dans la série, comme Laulhère, Carel avec un sac en plastique recyclé, Sandro, Maje, Iro et Aigle et des marques plus luxueuses comme Louboutin, Chanel, Alexandre Vauthier et Kenzo,. Des marques étrangères sont utilisées comme Barrie, Christian Siriano, Off-White et Dolce & Gabbana lors de la première saison.
Sur le réseau social Instagram plusieurs comptes décryptent les tenues de la série. Le succès aidant, les marques approvisionnent souvent gratuitement les stylistes de la série afin d'être utilisées à l'écran : ce sont plus de 10 000 vêtements ou accessoires que cette dernière conserve. Face à cette influence, ViacomCBS et Netflix proposent une collection dédiée à la série sur la boutique en ligne du service, avec notamment une collection de lunettes de soleil en collaboration avec la marque Zeus+Dione,,.
Le budget vestimentaire du personnage d'Emily a été estimé à environ quatre-vingt mille euros.

## Accueil

### Audiences
Lors de la semaine de la sortie de sa première saison, la série était le programme en streaming le plus regardé aux États-Unis d'après la société américaine Nielsen, spécialisée dans la mesure d'audience. En mai 2021, Netflix dévoile que cette dernière a été regardée par 58 millions de spectateurs dans le monde depuis sa sortie, ce qui a permis la commande de la deuxième saison. Au Royaume-Uni, la saison est restée dans le top dix du service pendant quarante semaines consécutives.

### Critique
Lors de son lancement, la série reçoit des critiques majoritairement positives aux États-Unis. Sur Rotten Tomatoes, la première saison obtient 76 % de critiques positives, avec une note moyenne de 5,1/10 sur la base de seize critiques positives et cinq négatives. Le consensus critique établi par le site résume que « même si sa vision de la France est très cliché, Emily in Paris est une comédie romantique fantaisiste, avec des costumes spectaculaires et des performances charmantes ».
Néanmoins, en France, la presse réserve un accueil plus froid à la série, avec un défilé de commentaires négatifs. La série est critiquée pour sa vision très américaine, clichée et fantasmée du pays. La description péjorative des Français est également pointée du doigt par les journalistes, incluant le magazine Première, qui résume que pour la série, ils « sont fainéants et n'arrivent jamais au bureau avant la fin de matinée, qu'ils sont d'incorrigibles dragueurs pas franchement attachés au concept de fidélité, qu'ils sont sexistes et rétrogrades, et bien sûr, qu'ils ont un rapport douteux avec leur douche »,,,,,.
Le jour de son lancement, la série se retrouve rapidement en tendance sur Twitter, des internautes français s'amusant des différents stéréotypes que la série véhicule,. Quelques jours plus tard, la série est au cœur d'un grand détournement sur internet, avec des montages s'amusant à placer l'héroïne dans un Paris plus réaliste, dans le métro ou encore dans d'autres villes de France.
Une semaine après le démarrage de la série, Les Inrocks estiment que le défilé de réactions négatives en France n'a pas desservi la série : selon le magazine, la série a probablement été « conçue pour qu’on adore la détester » et a « somme toute bien réussi son coup », la série semblant « s'être faite [sic] une place de choix dans le programme de binge-watching de ses haters ». Pour Les Inrocks, le public, malgré les critiques sur le manque de réalisme et les clichés de la série, apprécie que, « si les Français paraissent ici effectivement méchants et paresseux, ils sont aussi dépeints comme des êtres à part, supérieurement doués de goût, de détachement amoureux, de liberté sexuelle, habités par un rapport au monde inaccessible à leurs vulgaires cousins d'outre-Atlantique. » Certains journalistes estiment que, dans la série, les a priori culturels sont exploités dans les deux sens : ainsi, selon Le Figaro, « chacun en prend pour son grade », que ce soient les Français ou les Américains,,,.

#### Déclarations de la mairie de Paris
Alors que depuis le lancement de la série celle-ci a une incidence directe et importante sur l'affluence de touristes à Paris et en particulier dans les lieux emblématiques de la série, ainsi que sur le chiffre d'affaires des restaurants, boulangeries ou agences immobilières des quartiers concernés, plusieurs élus de la mairie de Paris, en grande majorité écologistes, écrivent une tribune publiée le 14 janvier 2023 dans le journal Libération dans laquelle ils s'inquiètent des conséquences possibles sur l'image de Paris (stéréotypée, idéalisée, feutrée) véhiculée par la série, car pour eux cette image serait contraire aux défis climatiques.
Ils considèrent par exemple que l'enjeu de la ville, si « nous voulons conserver l’identité de nos villes, est bien de redéfinir collectivement les critères du beau et de la préservation du patrimoine à l’épreuve du choc climatique auquel nous sommes confrontés. » Et soulignent également l'opportunité que pourrait représenter la peinture en blanc des historiques toits en zinc parisien. « Il s’agit bien de sortir de la nostalgie d’une ville stéréotypée et d’inventer une nouvelle cohérence esthétique adaptée à un monde qui change. »
Les auteurs de cette tribune sont David Belliard, maire adjoint aux transports et à la transformation de l’espace public, Alexandre Florentin, conseiller de Paris et initiateur de la mission d’information et d’évaluation Paris sous 50 degrés, Dan Lert, maire adjoint chargé du climat et de la transition écologique, Carine Petit, maire du XIVe arrondissement, et Emmanuelle Pierre-Marie, maire du XIIe arrondissement.
La publication est largement relayée dans les médias le jour même, en particulier dans ceux de France Télévisions.

## Distinctions

### Nominations
- Art Directors Guild Awards 2021 : Meilleurs décors dans une série télévisée à caméra unique d'une demi-heure
- Costume Designers Guild Awards 2021 : Meilleurs costumes contemporain à la télévision
- Critics' Choice Television Awards 2021 : Meilleure actrice dans un second rôle dans une série télévisée comique pour Ashley Park
- Golden Globes 2021 :
  - Meilleure série musicale ou comique
  - Meilleure actrice dans une série musicale ou comique pour Lily Collins
- MTV Movie & TV Awards 2021 :
  - Meilleure série télévisée
  - Performance révélation pour Ashley Park
  - Meilleur baiser pour Lily Collins et Lucas Bravo
  - Meilleur duo pour Lily Collins et Ashley Park
- Primetime Emmy Awards 2021 : Meilleure série télévisée comique
- Primetime Creative Emmy Awards 2021 : Meilleurs décors pour un programme narratif d'une demi-heure